# Philiris remissa
Philiris remissa är en fjärilsart som beskrevs av Tite 1963. Philiris remissa ingår i släktet Philiris och familjen juvelvingar. Inga underarter finns listade i Catalogue of Life.